# Petrochemical Tabriz Cycling Team/Saison 2009
Erfolge und Mannschaft des Petrochemical Tabriz Cycling Team in der Saison 2009.

## Saison 2009

### Erfolge in der UCI Europe Tour
In den Rennen der Saison 2009 der UCI Europe Tour gelangen die nachstehenden Erfolge.
| Datum              | Rennen                                            | Kat. | Fahrer                    |
| ------------------ | ------------------------------------------------- | ---- | ------------------------- |
| 20. April          | 2. Etappe Jelajah Malaysia                        | 2.2  | Mehdi Sohrabi             |
| 2. Mai             | 3a. Etappe Tour de Singkarak                      | 2.2  | Ghader Mizbani            |
| 30. April – 3. Mai | Gesamtwertung Tour de Singkarak                   | 2.2  | Ghader Mizbani            |
| 11. Mai            | 1. Etappe Presidential Cycling Tour of Iran (EZF) | 2.2  | Hossein Askari            |
| 13. Mai            | 3. Etappe Presidential Cycling Tour of Iran       | 2.2  | Ghader Mizbani            |
| 11.–15. Mai        | Gesamtwertung Presidential Cycling Tour of Iran   | 2.2  | Ghader Mizbani            |
| 20. Juni           | Iranische Meisterschaft – Einzelzeitfahren        | NC   | Mehdi Sohrabi             |
| 26. Juni           | Kasachische Meisterschaft – Einzelzeitfahren      | NC   | Andrei Misurow            |
| 17. Juli           | Prolog Tour of Qinghai Lake                       | 2.HC | Andrei Misurow            |
| 20. Juli           | 3. Etappe Tour of Qinghai Lake                    | 2.HC | Ghader Mizbani            |
| 25. Juli           | 8. Etappe Tour of Qinghai Lake                    | 2.HC | Ghader Mizbani            |
| 17.–26. Juli       | Gesamtwertung Tour of Qinghai Lake                | 2.HC | Andrei Misurow            |
| 9. August          | 2. Etappe Tour of East Java                       | 2.2  | Andrei Misurow            |
| 8.–10. August      | Gesamtwertung Tour of East Java                   | 2.2  | Andrei Misurow            |
| 5. Oktober         | 1. Etappe Milad-e-Do-Nur-Tour                     | 2.2  | Arvin Moazzemi            |
| 6. Oktober         | 2. Etappe Milad-e-Do-Nur-Tour                     | 2.2  | Mehdi Sohrabi             |
| 7. Oktober         | 3. Etappe Milad-e-Do-Nur-Tour                     | 2.2  | Mirsamad Pourseyedi       |
| 8. Oktober         | 4. Etappe Milad-e-Do-Nur-Tour                     | 2.2  | Mehdi Sohrabi             |
| 9. Oktober         | 5. Etappe Milad-e-Do-Nur-Tour                     | 2.2  | Behnam Khalilikhosroshahi |
| 5.–9. Oktober      | Gesamtwertung Milad-e-Do-Nur-Tour                 | 2.2  | Mehdi Sohrabi             |
| 16. Oktober        | 2. Etappe Azerbaïjan Tour                         | 2.2  | Ahad Kazemi               |
| 18. Oktober        | 4. Etappe Azerbaïjan Tour                         | 2.2  | Mehdi Sohrabi             |
| 19. Oktober        | 5. Etappe Azerbaïjan Tour                         | 2.2  | Ghader Mizbani            |
| 15.–20. Oktober    | Gesamtwertung Azerbaïjan Tour                     | 2.2  | Ahad Kazemi               |
| 22. November       | 1. Etappe Tour d’Indonesia                        | 2.2  | Mannschaftszeitfahren     |
| 25. November       | 4. Etappe Tour d’Indonesia                        | 2.2  | Ghader Mizbani            |
| 28. November       | 6. Etappe Tour d’Indonesia                        | 2.2  | Mehdi Sohrabi             |
| 22. Nov-2. Dez     | Gesamtwertung Tour d’Indonesia                    | 2.2  | Mehdi Sohrabi             |

### Zugänge – Abgänge
| Zugänge                  | Team 2008               | Abgänge                     | Team 2009            |
| ------------------------ | ----------------------- | --------------------------- | -------------------- |
| Andrei Misurow           | Team Astana             | Hossein Nateghi             | Azad University Iran |
| Medhi Fahridi            | Islamic Azad Univercity | Hamid Shiri                 | Azad University Iran |
| Mirsamad Pourseyedi      | Islamic Azad Univercity | Rahim Ememi                 | Unbekannt            |
| Mehdi Sohrabi            | Islamic Azad Univercity | Abdollah Gholizadeh         | Unbekannt            |
| Abolfazl Gilanipoor      | MES Kerman              | Hamid Jannat                | Unbekannt            |
| Paseban Hamed            | Neoprofi                | Mehdi Partovi               | Unbekannt            |
| Ramin Maleki             | Neoprofi                | Vahid Ghaffari (bis 30.06.) | Unbekannt            |
| Arvin Moazzemi           | Neoprofi                |                             |                      |
| Ali Asghari (ab 01.07.)  | Neoprofi                |                             |                      |
| Mohsen Piri (ab 01.07.)  | Neoprofi                |                             |                      |
| Ali Talebian (ab 01.07.) | Neoprofi                |                             |                      |

### Mannschaft
| Name                      | Geburtstag         | Nationalität |
| ------------------------- | ------------------ | ------------ |
| Ali Asghari               | 13. Januar 1990    | Iran         |
| Hossein Askari            | 23. März 1975      | Iran         |
| Reza Bagheri              | 30. Mai 1985       | Iran         |
| Medhi Fahridi             | 28. März 1977      | Iran         |
| Abolfazl Gilanipoor       | 20. Oktober 1989   | Iran         |
| Paseban Hamed             | 22. September 1988 | Iran         |
| Hossein Jahabanian        | 2. April 1976      | Iran         |
| Ahad Kazemi               | 21. Mai            | Iran         |
| Behnam Khalilikhosroshahi | 7. Februar 1989    | Iran         |
| Ramin Maleki              | 18. März 1987      | Iran         |
| Ghader Mizbani            | 6. Dezember 1975   | Iran         |
| Andrei Misurow            | 16. März 1973      | Kasachstan   |
| Arvin Moazzemi            | 26. März 1990      | Iran         |
| Mohsen Piri               | 17. März 1990      | Iran         |
| Mirsamad Pourseyedi       | 15. Oktober 1985   | Iran         |
| Mehdi Sohrabi             | 12. Oktober 1981   | Iran         |
| Ali Talebian              | 20. November 1989  | Iran         |